# Pfarrkirche Eibiswald

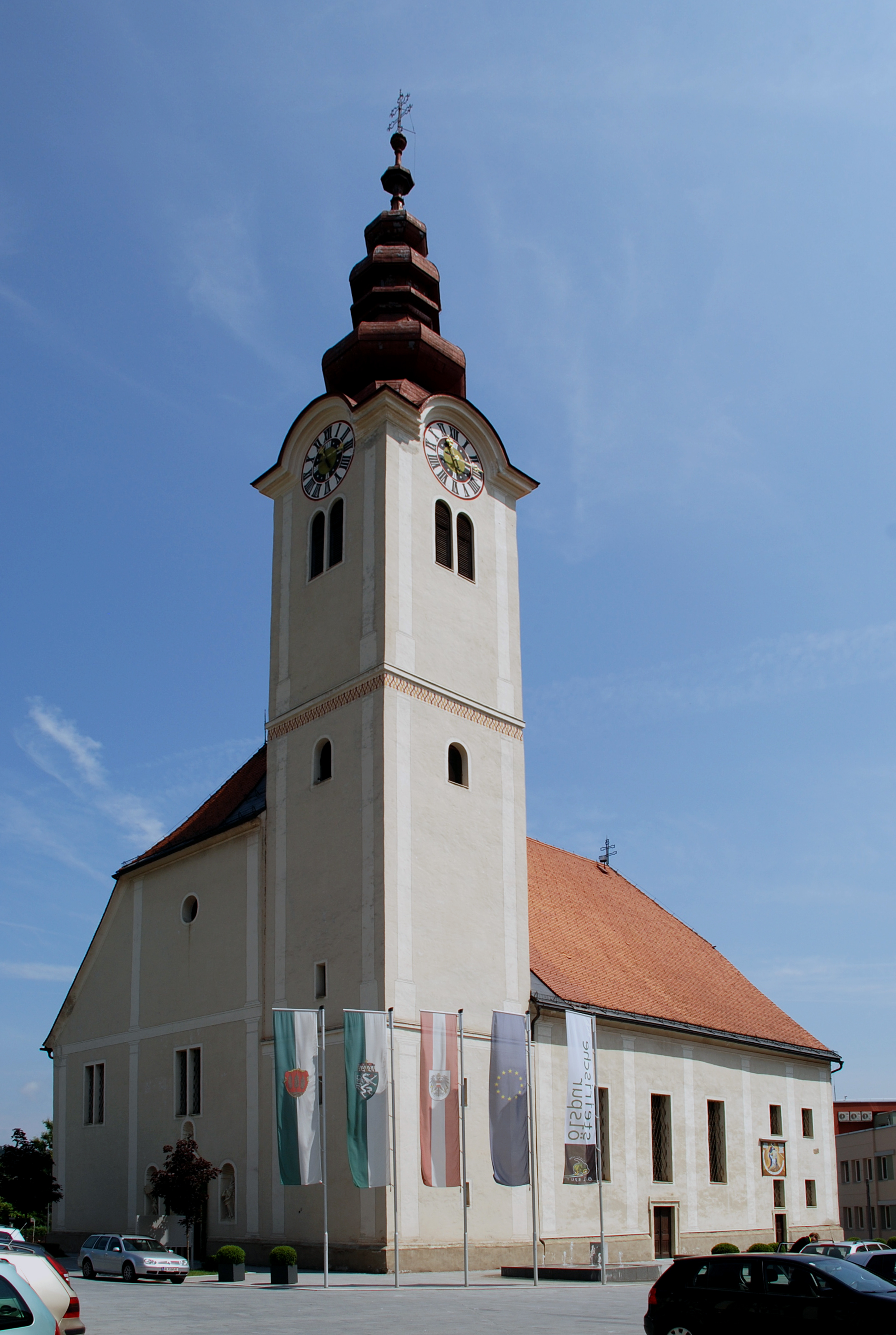
Kath. Pfarrkirche hl. Maria in den Dornen in Eibiswald

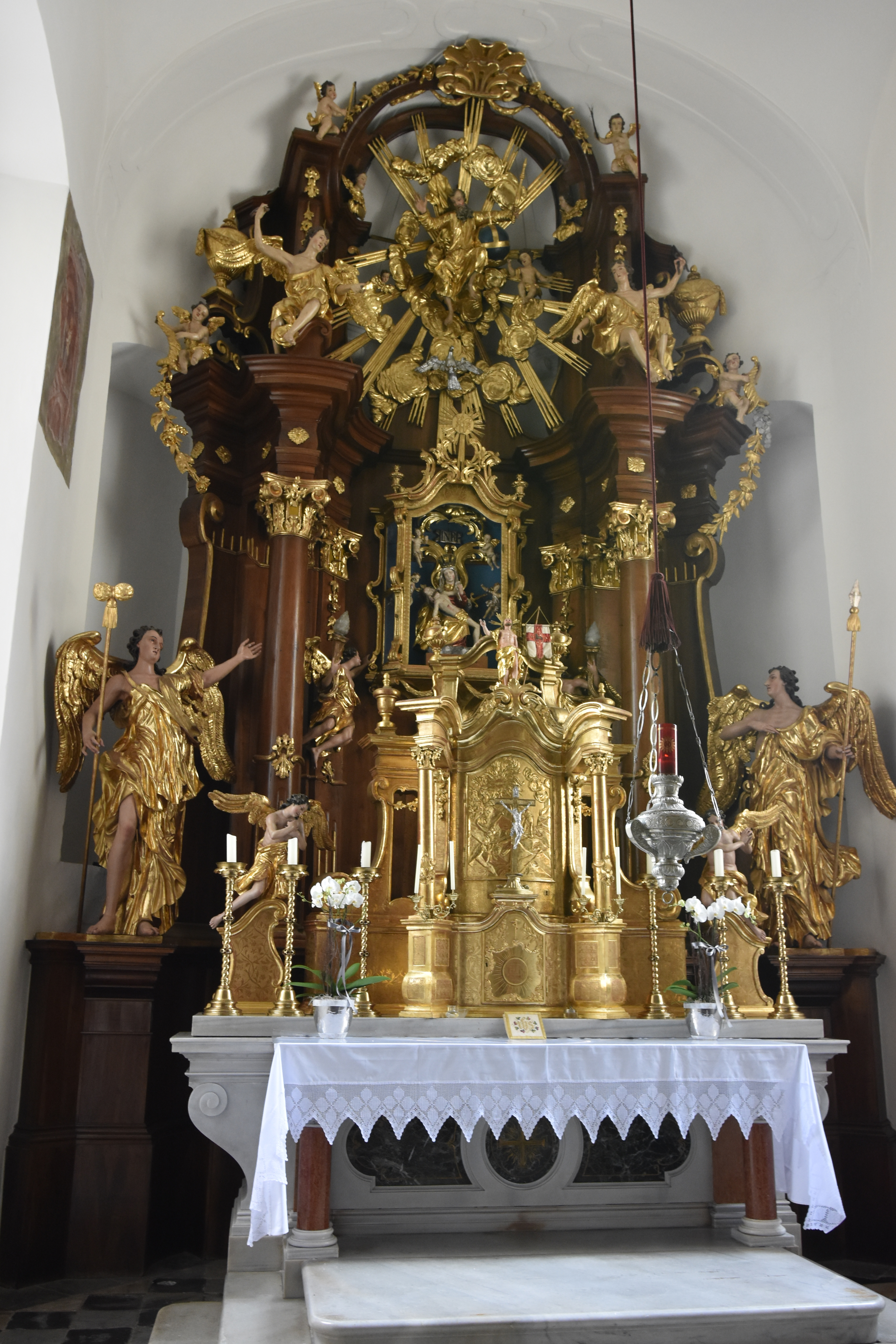
Der Hochaltar

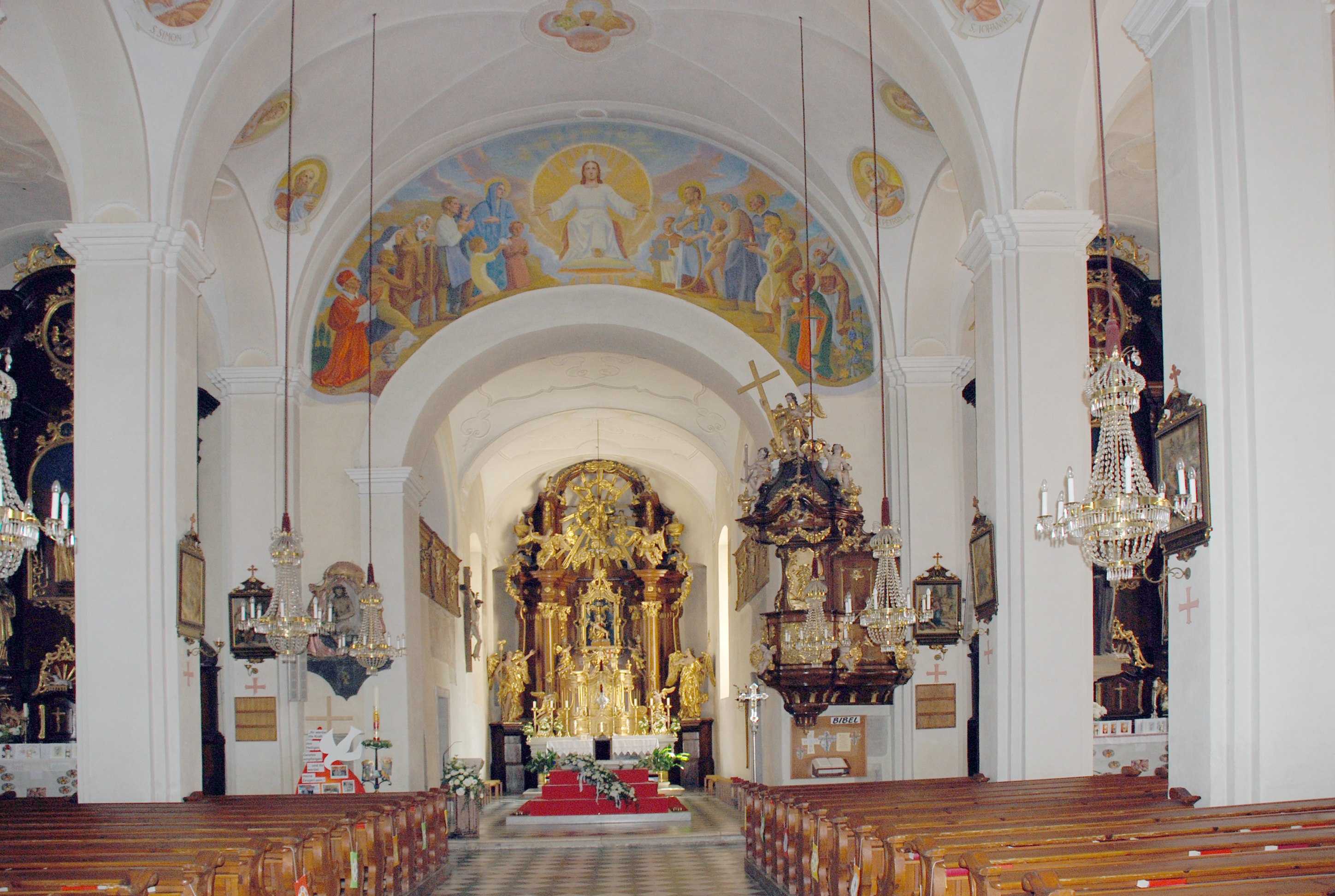
Im Langhaus zum Chor

Die römisch-katholische Pfarrkirche Eibiswald steht im Unteren Markt in der Marktgemeinde Eibiswald im Bezirk Deutschlandsberg in der Steiermark. Die auf die heilige Maria in den Dornen geweihte Pfarrkirche und ehemalige Wallfahrtskirche gehörte bis Ende August 2018 zum dann aufgelösten Dekanat Deutschlandsberg in der Diözese Graz-Seckau, seit Auflassung dieses Dekanates liegt sie im Seelsorgeraum Südweststeiermark. Die Kirche steht unter Denkmalschutz.

## Geschichte
Die erste urkundliche Erwähnung der Kirche fand im Jahr 1170 statt. Aus dem Jahr 1375 stammt eine Erwähnung als eigenständige Pfarre. Im Jahr 1678 wurde die Kirche durch Jakob Schmerlaib barockisiert. Im Jahr 1744 kam es zu einem Brand im Kirchturm, der 1748 wieder aufgebaut wurde. Zwischen 1953 und 1957 wurden Teile des Innenraumes restauriert. Eine weitere Renovierung fand im Sommer 2016 statt.

## Beschreibung
Die Kirche wurde 1678 barockisiert und nur mehr der Chor sowie der Unterbau des Turmes sind im gotischen beziehungsweise romanischen Stil erhalten geblieben. Das gesamte Kirchengebäude wird von einem Krüppelwalmdach bedeckt. Der Turm ist in das südwestliche Eck des Langhauses eingestellt und wurde nach dem Brand von 1744 im Jahr 1748 wieder aufgebaut. Er hat einen dreifachen, neubarocken Zwiebelhelm. Die gesamte Kirche hat an der Außenmauer eine Putzlisenengliederung. Um das Eingangsportal im Westen befindet sich eine Gruppe von drei Figurennischen, wobei die mittlere dieser Nischen in den gesprengten Portalgiebel eingestellt ist. In diesen Nischen befinden sich aus der Zeit um 1700 stammende Steinfiguren der Heiligen Josef, Petrus und Paulus. Die als Metalltriebarbeit ausgeführten Türflügel des Portals wurden 1967 von Franz Weiss angefertigt.
Das dreischiffige, vierjochige Langhaus wird von einem flachen Kreuzgratgewölbe mit Gurtbögen überspannt, das auf Pfeilern mit Pilastervorlagen und toskanischen Kapitellen ruht. In den Scheiteln des Gewölbes findet man kleine Perlstab-Stuckfelder. Der ungleichmäßig zweijochige Chor hat einen vortretenden Dreiachtelschluss mit abgetreppten Strebepfeilern und wird von einem Platzlgewölbe aus der zweiten Hälfte des 18. Jahrhunderts überwölbt. Das östliche Chorjoch ist vortretend und an das westliche Joch schließen die mit dem Langhaus fluchtende Sakristei, eine Kapelle sowie die Oratorien an. Im westlichen Teil des Langhaus-Mittelschiffes befindet sich eine dreiachsige Empore mit einer vorschwingenden Brüstung sowie im nördlichen Seitenschiff eine zweiachsige Empore. Beide wurden neubarock erweitert. Die Brüstung des Oratoriums stammt aus dem letzten Drittel des 18. Jahrhunderts. Im Chor wurde weiters 1967 ein gotisches Spitzbogenportal freigelegt.
Der von Leopold Weinhauer gestaltete Hochaltar wurde 1779 aufgestellt und trägt von Johann Pieringer angefertigte Statuen. Das Gnadenbild der Pietà stammt aus dem Jahr 1510 und wurde im Barock überschnitzt. Die Seitenaltäre wurden in den Jahren 1870 und 1871 aufgestellt und gleichen in ihrer Gestaltung dem Hochaltar. Auf ihnen stehen von Jakob Gschiel gefertigte Statuen. Die Kanzel stammt aus derselben Zeit wie der Hochaltar und wurde auch von denselben Künstlern gestaltet. Sie weist Reliefs mit Darstellung des Saulussturzes, der Taufe Christi sowie des Guten Hirten auf. Am Fronbogen befindet sich eine barocke Christusstatue (Christus in der Rast) mit Baldachin. In einem Glasschrein steht eine aus dem letzten Drittel des 18. Jahrhunderts stammende Statue der bekleideten Muttergottes mit Baldachin. In der nördlichen Seitenkapelle, der Johanneskapelle, befanden sich ursprünglich zwei von Ottwilhelm von Schrottenbach zwischen 1670 und 1680 gestiftete Altarbilder. Diese Bilder zeigten die Heiligen Rochus und Sebastian sowie die Maria vom Siege zusammen mit dem Spender und Papst Clemens X., Kaiser Leopold und Wolf von Eibiswald. In der Seitenkapelle sowie in der Sakristei befinden sich mehrere von Johann Andreas Strauß nach 1760 gemalte Wechselbilder, von denen eines einen versilberten Gürtlerrahmen aus der Zeit um 1800 hat. Von Strauß stammt auch die Darstellung der vier Evangelisten am Sakristeischrank. Die restlichen Bilder in der Kirche stammen aus den Jahren 1962 und 1963. Der Innenraum der Kirche wurde 1946 und 1990/1991 von Anton Hafner neu ausgemalt. Im Chor wurden 1967 zwei nur mehr fragmentarisch erhaltene Freskenschichten freigelegt, die zum Teil abgenommen wurden. Die erste Schicht zeigt eine Darstellung der Apostel aus der Mitte des 13. Jahrhunderts. Die zweite, aus der Zeit um 1400 stammende Schicht wird dem Meister von Einersdorf zugeschrieben und zeigt Passionsszenen. Weiters befindet sich in der Kirche der marmorne Grabstein von Hans Adam Einpacher aus dem Jahr 1641.

## Orgel

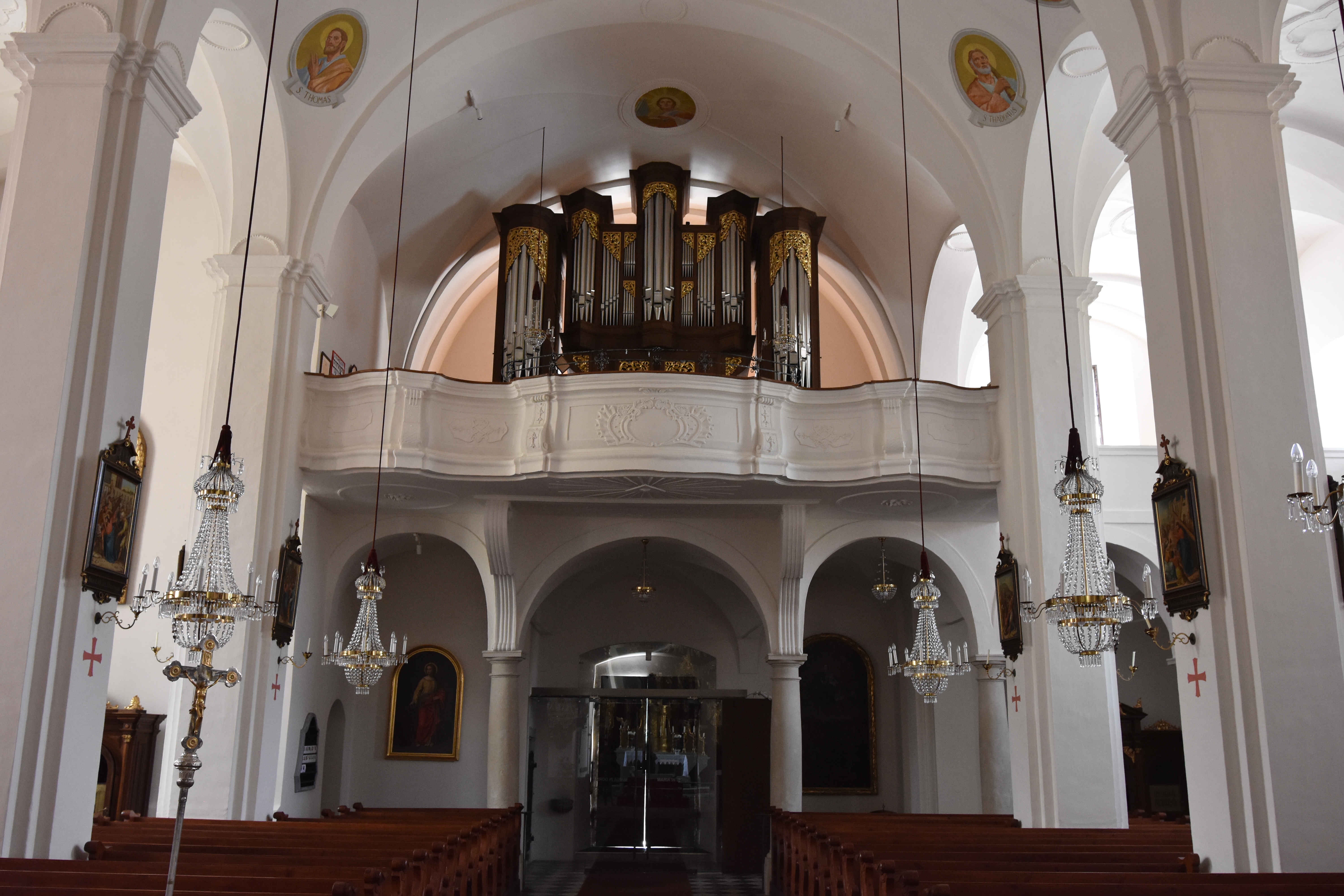
Innenansicht Richtung Orgelempore

1788 wird erstmals ein Orgel (I/7) erwähnt. 1833 erschuf Carl Schehl ein neues Werk (II/16), ehe es 1908 durch ein Instrument von Konrad Hopferwieser (II/18), op. 41 ersetzt wurde. 1969 wurde die restaurierte Orgel aus der Filialkirche hl. Antonius der Einsiedler im Altarbereich aufgestellt. Diese wurde um 1720 von Andreas Schwarz gefertigt. Mittlerweile befindet sie sich wieder an ihrem alten Platz in der Filialkirche. Die heutige Orgel wurde 1992 von Bruno Riedl gebaut und verfügt über 26 Register sowie mechanische Spiel- und Registertrakturen.
| I Hauptwerk C–g3    |       |
| Bordun              | 16′   |
| Principal           | 8′    |
| Rohrgedackt         | 8′    |
| Viola da Gamba      | 8′    |
| Octav               | 4′    |
| Spitzflöte          | 4′    |
| Superoctav          | 2′    |
| Cornett V (ab c1)   | 8′    |
| Mixtur V            | 1 ⁄3′ |
| Trompete Bass/Disk. | 8′    |
| Tremulant           |       |

| II Brustwerk C–g3 |        |
| Coppel            | 8′     |
| Principal         | 4′     |
| Rohrflöte         | 4′     |
| Nasard            | 2 ⁄3′  |
| Principal         | 2′     |
| Waldflöte         | 2′     |
| Terz              | 1 3⁄5′ |
| Quint             | 1 ⁄3′  |
| Octav             | 1′     |
| Krummhorn         | 8′     |
| Tremulant         |        |

| Pedal C–f1    |     |
| Subbass       | 16′ |
| Principalbass | 8′  |
| Gedacktbass   | 8′  |
| Octavbass     | 4′  |
| Posaune       | 16′ |
| Trompete      | 8′  |

- Koppeln: II/I, I/P, II/P alternieren als Zug und Tritt